# Prava svilenica
Prava svilenica (pravo cigansko perje, lat. Asclepias syriaca), vrsta cvjetnica poznata pod nazivom obična svilenica ili obično cigansko perje. Prema bazi flore Hrvatske to je jedina vrsta roda Asclepias u Hrvatskoj. Vrsta je porijeklom iz većeg dijela SAD-a, istočno od Stjenjaka (osim suhljih dijelova prerije) i južne Kanade. Raste na pjeskovitim tlima i drugim vrstama tla na otvorenim/osunčanim područjima. Među prvim je sjevernoameričkim vrstama opisanim u djelu Jacques-Philippea Cornuta iz 1635. godine Canadensium Plantarum Historia. Cornut je vrstu opisao kao Apocynum majus syriacum rectum, te je Linnaeus prilikom reklasifikacije i preimenovanja zadržao dio imena što može zbunjivati s obzirom na to da vrsta potječe iz Sjeverne Amerike, a ne područja Bliskog istoka. 

## Opis
Obično cigansko perje klonalna je višegodišnja biljka koja može narasti i preko 2 m u visinu. Njeni izdanci rastu iz rizoma, a svi dijelovi biljke sadrže bijeli mliječni sok koji se izlučuje nakon oštećivanja dijela biljke. Listovi su jednostavni, široko jajoliko-lanceolatni; dužine do 25 cm i širine 12 cm; s izraženim crvenkastim glavnim žilama na listu i gustim kratkim bijelim dlakama s donje strane (pustenasto / baršunasto); kratkih peteljki i nasuprotnog rasporeda na stabljici.  
Cvjetovi su vrlo mirisni, s puno nektara, bojom variraju od bijelih (rijetko) preko ružičastih do ljubičastih; smještenih u štitaste cvatove koji mogu sadržavati od 10 do preko 100 cvjetova. Pojedinačni cvjetovi su veliki oko 1 cm u promjeru, građeni na bazi broja 5, te sadrže polinije. Sjemenke, s dugim bijelim svilenastim dlakama, javljaju se u velikim tobolcima. Slučajevi samooplodnje rijetki su. U tri istraživačke parcele, cvjetovi kojima je bila spriječena stranooplodnja imali su u prosjeku oko 11% plodova. 

## Ekologija
Mnoge vrste insekata posjećuju cvjetove A. syriaca, a neke vrste ih oprašuju, uključujući Apis mellifera (medonosna pčela) i Bombus spp. (bumbari). U srednjoatlantskoj regiji SAD-a, unesena A. mellifera bila je najučinkovitiji i najvažniji oprašivač danju, kako u pogledu odnošenja peludi tako i donošenja peludi. Međutim, uzimajući u obzir vrlo nisku učestalost samooplodnje vrste A. syriaca, A. mellifera nije najvažniji oprašivač zbog načina posjete cvjetova koji općenito rezultira visokom stopom samooprašivanja u usporedbi s Bombus spp. Uz to, stopa samooprašivanja značajno raste s većim brojem cvjetova po cvatu kod A. mellifera nego prilikom oprašivanja od strane autohtonih (zavičajnih) vrsta Bombus spp. 
Velik broj kukaca hrani se ciganskim perjem (Tetraopes tetrophtalmus; Oncopeltus fasciatus; Lygaeus kalmii; Aphis nerii; Labidomera clivicollis; Rhyssomatus lineaticollis; Euchaetes egle; leptir monarh Danaus plexippus ). Ličinke monarha konzumiraju samo cigansko perje i populacija monarha može opadati kada se cigansko perje ukloni herbicidima.
Krčenje šuma zbog ljudskog naseljavanja moglo je proširiti areal i gustoću obične ciganskog perja. Ova biljka može postati invazivna; naturalizirana je u nekoliko područja izvan svog matičnog područja, uključujući Oregon i dijelove Europe. Ipak, u posljednja tri desetljeća  uglavnom u Sjedinjenim Američkim Državama populacija običnog ciganskog perja se drastično smanjila zbog čimbenika kao što su povećani gubitak staništa zbog razvoja, održavanja rubova cesta košenjem i upotreba herbicida. Posljedično, ovo je u SAD-u značajno doprinijelo padu broja leptira monarha od 90% od 1990. godine, jer cigansko perje više nije moglo rasti među redovima u nasadima kukuruza i soje.

## Iskorištavanje biljke
Lateks biljke sadrži velike količine glikozida, zbog čega su lišće i folikuli (često se nazivaju sjemenske mahune, iako nisu botanički mahune) otrovni za ovce i druge velike sisavce, a potencijalno i za ljude (iako bi trebalo pojesti velike količine biljke koja nije jako ukusna). Mladi izbojci, mladi listovi, cvjetni pupoljci i nezreli plodovi jestivi su sirovi. 
Zabrinutost zbog gorčine i toksičnosti ciganskog perja može se pratiti od knjige Euella Gibbonsa,  „Stalking the Wild Asparagus“ (1962.). Smatra se da je Gibbons slučajno koristio drugu sličnu biljku (Apocynum cannabinum), koja je otrovna. Osmislio je metodu za uklanjanje gorčine i otrovnosti uranjanjem mladih izdanaka u kipuću vodu (ne hladnu) i kuhanjem jednu minutu, ponavljajući postupak najmanje tri puta kako bi biljka bila sigurna za jelo. Gibbonsova metoda kopirana je iz knjige u knjigu, dominirajući literaturom o jestivim biljkama četrdeset godina. Većina modernih sakupljača samoniklog jestivog bilja smatra da je veza gorčine i otrovnosti mit. Biljke nisu gorke kada se probaju u sirovom stanju, a mogu se kuhati poput šparoga, bez posebne obrade.
Učinjeni su neuspjeli pokušaji iskorištavanja proizvodnje gume (iz lateksa) i vlakana (iz nitastih dlaka na sjemenkama) u industriji. Nitaste dlake sjemenki korištene su kao pozadina za preparirane leptire i druge kukce. Komprimirane nitatste dlake imaju prekrasan sjaj poput svile. Biljku se također istraživalo za komercijalnu upotrebu svojih floemskih vlakana (provodnih žila - unutarnja kora) koja su i jaka i mekana. Studije Ministarstva poljoprivrede SAD-a između 1890-ih i 1940-ih otkrile su da obično cigansko perje ima više potencijala za komercijalnu preradu ovog tkiva od bilo koje druge autohtone biljke, s procijenjenim prinosima jednako visokim kao kod konoplje i kvalitete jednake lanu. I floemska vlakna i dlake sjemenki koristili su sjevernoamerički Indijanci za konope i tekstil. Postoje primjeri komercijalnog uzgoja u svrhu korištenja pri izradi odjeće za zimu.

## Galerija
- Pupoljci u umbelatnoj cymi
- Cvijeće
- Folikul
- Sjemenke koje izlaze iz folikula
- sjemenke